# Vitão
Vitor Eduardo da Silva Matos, noto semplicemente come Vitão (Jacarezinho, 2 febbraio 2000), è un calciatore brasiliano, difensore dell'Internacional.

## Caratteristiche tecniche
Difensore centrale moderno abile in entrambe le fasi, è dotato di un ottimo senso della posizione e di buone capacità di marcatura, oltre a una buona sicurezza nel gioco aereo dato il fisico longilineo. Viene paragonato a Juan Silveira.

## Carriera

### Club
Nato ad Jacarezinho, nel 2015 entra a far parte del vivaio del Palmeiras che lo acquista dal PSTC.

### Nazionale
Con la Nazionale brasiliana Under-17 ha disputato da titolare il Sudamericano Sub-17 2017 ed il Mondiale Under-17 2017 conclusi rispettivamente al primo e terzo posto.
Nel 2019 è stato convocato dalla Nazionale Under-20 per disputare il Sudamericano Sub-20 2019.

## Statistiche
Statistiche aggiornate al 25 agosto 2022.

### Presenze e reti nei club
| Stagione               | Squadra                | Campionato             | Campionato | Campionato | Coppe nazionali | Coppe nazionali | Coppe nazionali | Coppe continentali | Coppe continentali | Coppe continentali | Altre coppe | Altre coppe | Altre coppe | Totale | Totale |
| Stagione               | Squadra                | Comp                   | Pres       | Reti       | Comp            | Pres            | Reti            | Comp               | Pres               | Reti               | Comp        | Pres        | Reti        | Pres   | Reti   |
| ---------------------- | ---------------------- | ---------------------- | ---------- | ---------- | --------------- | --------------- | --------------- | ------------------ | ------------------ | ------------------ | ----------- | ----------- | ----------- | ------ | ------ |
| 2019                   | Palmeiras              | A1/SP+A                | 1+0        | 0+0        | CB              | 0               | 0               | CL                 | 0                  | 0                  | -           | -           | -           | 1      | 0      |
| 2019-2020              | Šachtar                | PL                     | 4          | 0          | KU              | 0               | 0               | UCL+UEL            | 0+0                | 0+0                | SU          | 0           | 0           | 4      | 0      |
| 2020-2021              | Šachtar                | PL                     | 10         | 0          | KU              | 0               | 0               | UCL+UEL            | 3+4                | 0+0                | SU          | 0           | 0           | 17     | 0      |
| 2021-2022              | Šachtar                | PL                     | 9          | 0          | KU              | 1               | 0               | UCL                | 5                  | 0                  | SU          | 0           | 0           | 15     | 0      |
| Totale Sachtar Donetsk | Totale Sachtar Donetsk | Totale Sachtar Donetsk | 23         | 0          |                 | 1               | 0               |                    | 12                 | 0                  |             | 0           | 0           | 36     | 0      |
| 2022                   | Internacional          | A                      | 17         | 1          | CB              | 0               | 0               | CL                 | 7                  | 0                  | -           | -           | -           | 24     | 1      |
| Totale Carriera        | Totale Carriera        | Totale Carriera        | 41         | 1          |                 | 1               | 0               |                    | 19                 | 0                  |             | 0           | 0           | 61     | 1      |

### Cronologia presenze e reti in nazionale
| Cronologia completa delle presenze e delle reti in nazionale ― Brasile under 20 | Cronologia completa delle presenze e delle reti in nazionale ― Brasile under 20 | Cronologia completa delle presenze e delle reti in nazionale ― Brasile under 20 | Cronologia completa delle presenze e delle reti in nazionale ― Brasile under 20 | Cronologia completa delle presenze e delle reti in nazionale ― Brasile under 20 | Cronologia completa delle presenze e delle reti in nazionale ― Brasile under 20 | Cronologia completa delle presenze e delle reti in nazionale ― Brasile under 20 | Cronologia completa delle presenze e delle reti in nazionale ― Brasile under 20 |
| Data                                                                            | Città                                                                           | In casa                                                                         | Risultato                                                                       | Ospiti                                                                          | Competizione                                                                    | Reti                                                                            | Note                                                                            |
| ------------------------------------------------------------------------------- | ------------------------------------------------------------------------------- | ------------------------------------------------------------------------------- | ------------------------------------------------------------------------------- | ------------------------------------------------------------------------------- | ------------------------------------------------------------------------------- | ------------------------------------------------------------------------------- | ------------------------------------------------------------------------------- |
| 19-1-2019                                                                       | Rancagua                                                                        | Colombia under 20                                                               | 0 – 0                                                                           | Brasile under 20                                                                | Sudamericano Sub-20 2019 - 1º turno                                             | -                                                                               |                                                                                 |
| 21-1-2019                                                                       | Rancagua                                                                        | Brasile under 20                                                                | 2 – 1                                                                           | Venezuela under 20                                                              | Sudamericano Sub-20 2019 - 1º turno                                             | -                                                                               | 88’                                                                             |
| 23-1-2019                                                                       | Rancagua                                                                        | Cile under 20                                                                   | 1 – 0                                                                           | Brasile under 20                                                                | Sudamericano Sub-20 2019 - 1º turno                                             | -                                                                               |                                                                                 |
| 25-1-2019                                                                       | Rancagua                                                                        | Brasile under 20                                                                | 1 – 0                                                                           | Bolivia under 20                                                                | Sudamericano Sub-20 2019 - 1º turno                                             | -                                                                               |                                                                                 |
| Totale                                                                          |                                                                                 | Presenze                                                                        | 4                                                                               |                                                                                 | Reti                                                                            | 0                                                                               |                                                                                 |

| Cronologia completa delle presenze e delle reti in nazionale ― Brasile under 17 | Cronologia completa delle presenze e delle reti in nazionale ― Brasile under 17 | Cronologia completa delle presenze e delle reti in nazionale ― Brasile under 17 | Cronologia completa delle presenze e delle reti in nazionale ― Brasile under 17 | Cronologia completa delle presenze e delle reti in nazionale ― Brasile under 17 | Cronologia completa delle presenze e delle reti in nazionale ― Brasile under 17 | Cronologia completa delle presenze e delle reti in nazionale ― Brasile under 17 | Cronologia completa delle presenze e delle reti in nazionale ― Brasile under 17 |
| Data                                                                            | Città                                                                           | In casa                                                                         | Risultato                                                                       | Ospiti                                                                          | Competizione                                                                    | Reti                                                                            | Note                                                                            |
| ------------------------------------------------------------------------------- | ------------------------------------------------------------------------------- | ------------------------------------------------------------------------------- | ------------------------------------------------------------------------------- | ------------------------------------------------------------------------------- | ------------------------------------------------------------------------------- | ------------------------------------------------------------------------------- | ------------------------------------------------------------------------------- |
| 25-2-2017                                                                       | Curicó                                                                          | Perù under 17                                                                   | 0 – 3                                                                           | Brasile under 17                                                                | Sudamericano Sub-17 2017 - 1º turno                                             | -                                                                               |                                                                                 |
| 27-2-2017                                                                       | Curicó                                                                          | Venezuela under 17                                                              | 0 – 1                                                                           | Brasile under 17                                                                | Sudamericano Sub-17 2017 - 1º turno                                             | -                                                                               |                                                                                 |
| 2-3-2017                                                                        | Talca                                                                           | Brasile under 17                                                                | 1 – 1                                                                           | Paraguay under 17                                                               | Sudamericano Sub-17 2017 - 1º turno                                             | -                                                                               |                                                                                 |
| 8-3-2017                                                                        | Rancagua                                                                        | Brasile under 17                                                                | 2 – 2                                                                           | Paraguay under 17                                                               | Sudamericano Sub-17 2017 - 2º turno                                             | -                                                                               |                                                                                 |
| 11-3-2017                                                                       | Rancagua                                                                        | Brasile under 17                                                                | 4 – 0                                                                           | Venezuela under 17                                                              | Sudamericano Sub-17 2017 - 2º turno                                             | -                                                                               |                                                                                 |
| 14-3-2017                                                                       | Rancagua                                                                        | Brasile under 17                                                                | 3 – 0                                                                           | Ecuador under 17                                                                | Sudamericano Sub-17 2017 - 2º turno                                             | -                                                                               |                                                                                 |
| 17-3-2017                                                                       | Rancagua                                                                        | Brasile under 17                                                                | 3 – 0                                                                           | Colombia under 17                                                               | Sudamericano Sub-17 2017 - 2º turno                                             | -                                                                               |                                                                                 |
| 20-3-2017                                                                       | Rancagua                                                                        | Cile under 17                                                                   | 0 – 5                                                                           | Brasile under 17                                                                | Sudamericano Sub-17 2017 - 2º turno                                             | -                                                                               |                                                                                 |
| 7-10-2017                                                                       | Kochi                                                                           | Brasile under 17                                                                | 2 – 1                                                                           | Spagna under 17                                                                 | Mondiali Under-17 2017 - 1º turno                                               | -                                                                               |                                                                                 |
| 10-10-2017                                                                      | Kochi                                                                           | Corea del Nord under 17                                                         | 0 – 2                                                                           | Brasile under 17                                                                | Mondiali Under-17 2017 - 1º turno                                               | -                                                                               |                                                                                 |
| 13-10-2017                                                                      | Margao                                                                          | Niger under 17                                                                  | 0 – 2                                                                           | Brasile under 17                                                                | Mondiali Under-17 2017 - 1º turno                                               | -                                                                               |                                                                                 |
| 18-10-2017                                                                      | Kochi                                                                           | Brasile under 17                                                                | 3 – 0                                                                           | Honduras under 17                                                               | Mondiali Under-17 2017 - Ottavi di finale                                       | -                                                                               |                                                                                 |
| 22-10-2017                                                                      | Calcutta                                                                        | Germania under 17                                                               | 1 – 2                                                                           | Brasile under 17                                                                | Mondiali Under-17 2017 - Quarti di finale                                       | -                                                                               |                                                                                 |
| 25-10-2017                                                                      | Calcutta                                                                        | Brasile under 17                                                                | 1 – 3                                                                           | Inghilterra under 17                                                            | Mondiali Under-17 2017 - Semifinale                                             | -                                                                               |                                                                                 |
| 28-10-2017                                                                      | Calcutta                                                                        | Brasile under 17                                                                | 2 – 0                                                                           | Mali under 17                                                                   | Mondiali Under-17 2017 - Finale 3º posto                                        | -                                                                               |                                                                                 |
| Totale                                                                          |                                                                                 | Presenze                                                                        | 15                                                                              |                                                                                 | Reti                                                                            | 0                                                                               |                                                                                 |

## Palmarès

### Club

#### Competizioni nazionali
- Campionato ucraino: 1

Šachtar: 2019-2020
- Supercoppa d'Ucraina: 1

Šachtar: 2021

#### Competizioni statali
- Campionato Gaúcho: 1

Internacional: 2025

### Nazionale
- Campionato sudamericano Under-17: 1

Cile 2017